# Hans Pesser
Johann « Hans » Pesser (né le 7 novembre 1911 à Vienne où il est mort le 12 août 1986) fut un joueur international de football et entraîneur autrichien puis allemand qui évoluait au poste d'attaquant.

## Biographie

### Joueur
Il passe toute sa carrière dans le club viennois du Rapid de Vienne de 1930 à 1942.
En international, il joue tout d'abord avec l'équipe d'Autriche puis rejoint l'équipe d'Allemagne après l'annexion de son pays par Adolf Hitler et participe à la coupe du monde 1938 en France.

### Entraîneur
De 1945 à 1953, il est aux commandes de son club de toujours, le Rapid Vienne. Il va ensuite entraîner le Wiener Sport-Club de 1953 à 1960 puis l'Admira Vienne de 1960 à 1967.
En 1967, il est ensuite le sélectionneur de l'équipe d'Autriche.